# Beiers voetbalkampioenschap 1909/10
In 1909/10 werd het vijfde Beiers voetbalkampioenschap gespeeld, dat georganiseerd werd door de Zuid-Duitse voetbalbond. De competitie was als Ostkreisliga een voorronde van de Zuid-Duitse eindronde. De namen groep Noord komt overeen met de groep Mittelfranken van het jaar voorheen en de groep Zuid met die van Oberbayern
Bayern München werd kampioen en eindigde tweede achter Karlsruher FV in de Zuid-Duitse eindronde. 

## 1. Liga Ostkreis

### Groep Noord
| Plaats | Club                | Wed. | W | G | V | Saldo | Ptn. |
| ------ | ------------------- | ---- | - | - | - | ----- | ---- |
| 1.     | 1. FC Nürnberg      | 10   |   |   |   | 73:8  | 20:0 |
| 2.     | SpVgg Fürth         | 10   |   |   |   | 47:25 | 15:5 |
| 3.     | FC Pfeil Nürnberg   | 10   |   |   |   | 29:34 | 9:11 |
| 4.     | SV Noris Nürnberg   | 10   |   |   |   | 30:43 | 7:13 |
| 5.     | 1. FC 01 Bamberg    | 10   |   |   |   | 18:45 | 7:13 |
| 6.     | SG Franken Nürnberg | 10   |   |   |   | 15:57 | 2:18 |

|  | Geplaatst voor eindronde |
|  | Degradatie               |

### Groep Zuid
| Plaats | Club                      | Wed.           | W              | G              | V              | Saldo          | Ptn.           |
| ------ | ------------------------- | -------------- | -------------- | -------------- | -------------- | -------------- | -------------- |
| 1.     | FA Bayern im Münchener SC | 8              | 6              | 1              | 1              | 46:14          | 13:3           |
| 2.     | MTV 1879 München          | 8              | 5              | 2              | 1              | 34:23          | 12:4           |
| 3.     | FC Wacker München         | 8              | 4              | 1              | 3              | 25:24          | 9:7            |
| 4.     | TV München 1860           | 8              | 1              | 2              | 5              | 13:28          | 4:12           |
| 5      | MTV 1889 Augsburg         | 8              | 0              | 2              | 6              | 7:36           | 2:14           |
| 6.     | Turngemeinde München      | Teruggetrokken | Teruggetrokken | Teruggetrokken | Teruggetrokken | Teruggetrokken | Teruggetrokken |

### Eindronde
| Plaats | Club                      | Wed. | W | G | V | Saldo | Ptn. |
| ------ | ------------------------- | ---- | - | - | - | ----- | ---- |
| 1.     | FA Bayern im Münchener SC | 6    | 6 | 0 | 0 | 33:10 | 12:0 |
| 2.     | 1. FC Nürnberg            | 6    | 3 | 0 | 3 | 24:17 | 6:6  |
| 3.     | MTV 1879 München          | 6    | 2 | 1 | 3 | 19:20 | 5:7  |
| 4.     | SpVgg Fürth               | 6    | 0 | 1 | 5 | 7:36  | 1:11 |

|  | Geplaatst voor finale |